# Adriano Scianca
Adriano Scianca (Orvieto, 2 agosto 1980) è un giornalista italiano, dal 2013 direttore responsabile del periodico Il Primato Nazionale.
Ha svolto fino a settembre 2020 il ruolo di responsabile nazionale della cultura in Casapound Italia.

## Biografia
Laureato in Filosofia alla Sapienza - Università di Roma, dal 2011 giornalista professionista iscritto all'Ordine dei Giornalisti del Lazio, è direttore del giornale online Il Primato Nazionale e della sua versione cartacea. Redattore del giornale La Verità, è collaboratore di Libero e Il Foglio
. È stato nella redazione del Secolo d'Italia. Ha scritto articoli anche per: Orion, Letteratura-Tradizione, Italicum, Margini, Eurasia, Charta Minuta, L’Officina, Fare Futuro, Divenire, Barbadillo, Il Fondo, Sezession (Germania), Livr’Arbitres (Francia), Disidencias (Spagna), Tierra y Pueblo (Spagna), Finis Mundi (Portogallo), O Diabo (Portogallo).
È un esponente di Casapound Italia, movimento politico neofascista per il quale ha svolto il ruolo di responsabile nazionale della cultura.
Ha scritto diversi libri dove tratta temi politici dal punto di vista sovranista, identitario e neofascista.

## Opere
Libri
- Riprendersi tutto, AGA Editore, 2011, ISBN 88-988-0928-X.
- CASAPOUND Une terrible beauté est née!, (edizione francese di Riprendersi tutto), Editions du Rubicon, 2012, ISBN 29-542-1310-8
- Ezra fa surf. Come e perché il pensiero di Pound salverà il mondo, Zero91, 2013, ISBN 88-953-8166-1
- L’identità sacra. Dèi, popoli e luoghi al tempo della Grande Sostituzione, AGA Editore, 2016, ISBN 88-988-0929-8
- Contro l’eroticamente corretto. Uomini e donne, padri e madri nell'epoca del gender, Bietti, 2017, ISBN 88-824-8382-7
- La nazione fatidica. Elogio politico e metafisico dell'Italia, Altaforte Edizioni, 2018, ISBN 88-320-7800-7
- Ezra fa surf. Come e perché il pensiero di Pound salverà il mondo, (2ª Edizione), Altaforte Edizioni, 2019, ISBN 88-320-7816-3
- Contro l’eroticamente corretto. Uomini e donne, padri e madri nell'epoca del gender, (2ª Edizione), Bietti, 2020, ISBN 88-824-8434-3
- Mussolini e la filosofia, Altaforte Edizioni, 2020, ISBN 88-320-7822-8

Curatore
- Stefano Vaj, Dove va la biopolitica?, Edizioni Settimo Sigilli, 2008, ISBN 88-614-8044-6